# Delete (toets)

De deletetoets, naast enkele andere functietoetsen

Delete – meestal afgekort tot del – is een toets op het toetsenbord van een computer. Met deze toets kan de gebruiker in tekstverwerkers tekst rechts van of beneden de cursor wissen. In deze functie is hij complementair aan de backspace, die naar links en naar boven wist.
Verder dient de toets om geselecteerde items van uiteenlopende soort te wissen of naar de prullenbak te verplaatsen, zoals bestanden, mappen, mails, markeringen, stukken tekst en vele andere. Dit is sterk afhankelijk van het programma en het besturingssysteem waarmee men werkt.
De functie van de delete-toets kan veranderen door combinatie met wisseltoetsen zoals control, shift en alt. Een bijzonder geval is de combinatie Control-Alt-Delete, die gereserveerd is voor het besturingssysteem en bij oudere computers tot een herstart leidt.

## Toetsenbord
Op een IBM/Windows-toetsenbord (QWERTY) staat de delete-toets onder de Ins (Insert)-toets. Oudere toetsenborden voor pc's hadden vaak geen aparte blokjes met cursortoetsen en tekstbewerkingstoetsen. De delete-functie was dan beschikbaar via de 0 van het numerieke toetsenblok. Met num lock uitgeschakeld werkte dit zonder meer, met num lock ingeschakeld moest Shift-0 gebruikt worden.